# Armoiries de l'Uruguay
Les armoiries de l'Uruguay sont celles approuvées par les lois du 19 mars 1829 et du 12 juillet 1906 ainsi que du décret du 26 octobre 1908. En accord avec ce dernier décret, le modèle officiel de l'écusson national fut présenté par Miguel Copetti.
Les armoiries de l'État devront toujours être construites et représentées de la manière suivante :
- 1. Une forme ovale divisée quatre quarts et couronnée par un soleil.
- 2. Dans le quart supérieur gauche, sur un fond bleu (émail), une balance comme symbole de l'égalité et de la justice.
- 3. Dans le quart supérieur droit, sur un fond blanc (argent), la colline de Montevideo, comme symbole de la puissance économique.
- 4. Dans le quart inférieur gauche, sur un fond blanc (argent), un cheval libre alezan comme symbole de la liberté économique.
- 5. Dans le quart inférieur droit, sur un fond bleu (émail), un bœuf comme symbole d'abondance.
- 6. Cet ovale sera ébarbé (entouré) par deux branches d'olivier et de laurier unies à la base par un lien, bleu céleste.

La forme ovale : elle sera construite avec quatre arcs et quatre centres. On en divisera quatre quarts, en prenant comme axes les parties longitudinale et transversale, et en étant alternées diagonalement avec deux couleurs ou fonds : l'émail bleu et l'argent (le métal) disposées comme écrit ci-dessus.
Le soleil : il couronne l'ovale et est aux trois quarts visible, le disque doit être dessiné avec une face, et doit être vu seulement avec ses yeux et son nez. De ce disque sortiront sept rayons sous forme de pointe de lance et entre ceux-ci sortiront huit autres rayons dessinés tels qu'ils paraissent être des flammes de feu. Le disque et les rayons mentionnés seront faits en couleur or bruni ou poli.
La balance : elle sera comme l'ancien modèle romain (avec deux plateaux) et sera peinte en or bruni.
La colline de Montevideo : elle sera dessinée en l'imitant en ce qui est naturel, ainsi la forteresse qui la couronne doit garder les proportions qui lui sont observées dans le patron officiel. Au pied de la colline, l'eau se formera héraldiquement, c'est-à-dire au moyen de cinq bandes bleues et ondulées, alternées entre elles par le fond d'argent.
Le cheval : il sera couleur alezan (noir) et en attitude de mouvement, pour indiquer qu'il est libre.
Le bœuf : il sera couleur or, avec ses proportions naturelles.
Les branches de laurier et d'olivier : elles ébarberont (entoureront) l'ovale en étant placées la première dans la partie gauche et la deuxième dans celle de droite ; il s'agira d'imiter dans la mesure du possible les branches et les feuilles pour qu'elles paraissent naturelles.